# Biełgorodzki Państwowy Narodowy Uniwersytet Badawczy
Biełgorodzki Państwowy Narodowy Uniwersytet Badawczy, w literaturze także Biełgorodzki Państwowy Narodowy Uniwersytet Naukowo-Badawczy  (ros. Белгородский государственный национальный исследовательский университет) – rosyjski uniwersytet państwowy .
Historia uniwersytetu jest ściśle związana z historią kształcenia pedagogicznego w Rosji. Reformy z lat 60. XIX wieku przyczyniły się do przyspieszenia rozwoju gospodarczego, handlowego i militarnego oraz doprowadziły do zwiększenia liczby instytucji edukacyjnych. Od 1872 roku zaczęto tworzyć specjalne placówki oświatowe – instytuty kształcenia nauczycieli. 26 września 1876 na mocy zarządzenia Ministerstwa Oświecenia Publicznego w mieście powiatowym Biełgorod otwarto instytut nauczycielski. Od tego momentu zaczyna się historia uniwersytetu.
Obecnie Biełgorodzki Uniwersytet Państwowy to:
- ponad 23 tysiące studentów ze wszystkich regionów Rosji;
- około 3 tysięcy studentów zagranicznych z ponad 90 krajów;
- ponad 5 tysięcy absolwentów rocznie;
- 20 wspólnych programów edukacyjnych z wiodącymi uniwersytetami w Europie i regionie Azji i Pacyfiku;
- realizowane 2 programy edukacyjne w języku angielskim, kształcące specjalistów i magistrów;
- ponad 100 umów o współpracy międzyuczelnianej;
- 17 pracowników naukowych i członków korespondentów Rosyjskiej Akademii Nauk,
- ponad 1100 doktorów i kandydatów nauk,
- 9 instytutów, 2 kolegia, Wydział Przygotowawczy, Filia Starooskolna;
- ponad 800 przedsiębiorstw będących bazami praktycznymi;
- 106 wydziałów, w tym 28 podstawowych;
- 337 programów edukacyjnych w zakresie kształcenia licencjackiego, specjalistycznego, magisterskiego, podyplomowego i stażowego;
- 25 programów kształcenia zawodowego na poziomie średnim;
- ponad 300 dodatkowych programów zawodowych w zakresie doskonalenia zawodowego i przekwalifikowania;
- 100 dodatkowych programów rozwoju ogólnego dla dzieci i młodzieży szkolnej;
- 8 programów edukacyjnych posiada europejski znak jakości EUR-ACE® (Akredytacja Europejskich Programów Inżynierskich);
- 22 programy studiów wyższych posiadają certyfikaty akredytacji zawodowej i publicznej;
- 4 programy edukacyjne posiadają międzynarodowe certyfikaty akredytacyjne w EQAR (Bazie Wyników Zewnętrznego Zapewnienia Jakości – DEQAR) i są wpisane do Europejskiego Rejestru Akredytowanych Programów;
- 1 program edukacyjny posiada międzynarodowy certyfikat akredytacyjny AKKORK (Agencja ds. Zapewnienia Jakości w Szkolnictwie Wyższym i Rozwoju Kariery);
- system zarządzania jakością Uniwersytetu Państwowego w Biełgorodzie jest uznawany przez partnerów z 55 krajów IQNet (USA, Francja, Belgia, Portugalia, Chiny, Niemcy, Korea, Austria itp.);
- 20 rad doktorskich w 12 dziedzinach nauki;
- 54 obszary naukowe badań podstawowych i stosowanych, w tym:

– 24 obszary o profilu społecznym i humanitarnym,
– 30 – profil techniczno-przyrodniczy;
- 2 oficjalnie zarejestrowane szkoły naukowe;
- 56 ośrodków naukowych i laboratoriów, w tym 6 międzynarodowych laboratoriów badawczych;
- 2 ośrodki zbiorowego użytkowania sprzętu high-tech;
- Regionalne Centrum Własności Intelektualnej;
- Regionalne Centrum Mikrobiologiczne Narodowego Uniwersytetu Badawczego „BelSU”;
- Instytut Badawczy Farmakologii Systemów Żywych;
- Instytut Badawczy Materiałoznawstwa i Technologii Innowacyjnych;
- Centrum inżynieryjne;
- 32 małe przedsiębiorstwa innowacyjne;
- 24 kierunki kształcenia wysoko wykwalifikowanej kadry (studia podyplomowe)[5].